# Okopy (powiat chełmski)
Okopy – wieś w Polsce położona w województwie lubelskim, w powiecie chełmskim, w gminie Dorohusk.
| SIMC    | Nazwa       | Rodzaj    |
| ------- | ----------- | --------- |
| 0102752 | Koszary     | część wsi |
| 0102769 | Nowe Okopy  | część wsi |
| 0102775 | Stare Okopy | część wsi |

W latach 1975–1998 miejscowość położona była w województwie chełmskim.
Wieś jest sołectwem w gminie Dorohusk. Według Narodowego Spisu Powszechnego (III 2011 r.) liczyła 490 mieszkańców i była piątą co do wielkości miejscowością gminy Dorohusk.
Wierni Kościoła rzymskokatolickiego należą do parafii Świętych Apostołów Piotra i Pawła w Świerżach.